# Nada Meawad
Nada Meawad (en arabe : ندى معوض), née le 12 avril 1998 au Caire en Égypte, est une joueuse internationale égyptienne de volley-ball évoluant au poste de réceptionneuse-attaquante. 
En 2016, elle devient la première égyptienne (avec sa compatriote Doaa Elghobashy (en)) à participer au tournoi de beach-volley des Jeux olympiques.

## Biographie

### Carrière
Native de la ville du Caire, sa carrière débute avec le Club Al Shams, avec lequel elle est finaliste du Championnat d'Afrique des clubs champions en 2017, compétition remportée par le Club féminin de Carthage et où elle est désignée meilleure joueuse. Pour des raisons académiques, elle décide de s'installer aux États-Unis où elle prend part au Championnat NAIA de 2017 à 2021 avec l'équipe de l'université Park, basée à Parkville dans l'État du Missouri. Au cours de sa carrière universitaire, elle remporte de nombreux prix individuels. Sa sœur jumelle Noura Meawad, en est également pensionnaire et membre de l'équipe.
En 2021, elle signe son premier contrat professionnel avec le Volley Lugano, équipe du championnat suisse avec laquelle elle évolue durant deux saisons. Lors de la saison 2023-2024, elle est recrutée par le Volley Guin, autre club de Ligue nationale A. Au terme de la saison, elle est finaliste du championnat, défaite en finale des play-offs par le Neuchâtel UC.
Lors de l'intersaison 2024, elle rejoint le Championnat de France en s'engageant avec le Béziers Volley.

### Équipe nationale égyptienne
Membre de l'équipe d'Égypte, elle prend part aux Jeux africains en 2015 où la sélection termine à la 3e place. Elle est également finaliste du Championnat d'Afrique en 2023, battue par le Kenya.

## Clubs
- Volley Lugano (2021–2023)
- Volley Guin (2023–2024)
- Béziers Volley (2024–)

## Palmarès

### Équipe nationale
- Championnat d'Afrique :
  - Finaliste en 2023.

- Jeux africains :
  - 3e place en 2015.

### Club
en Égypte
- Championnat d'Afrique :
  - Finaliste en 2017.

- Championnat d'Égypte :
  - Finaliste en 2017.

en Suisse
- Championnat de Suisse :
  - Finaliste en 2024.

- Coupe de Suisse :
  - Finaliste en 2023.

- Supercoupe de Suisse :
  - Finaliste en 2023.

### Distinctions individuelles
- Meilleure joueuse du Championnat d'Afrique des clubs champions  en 2017.

## Beach-volley

### Jeux olympiques 2016

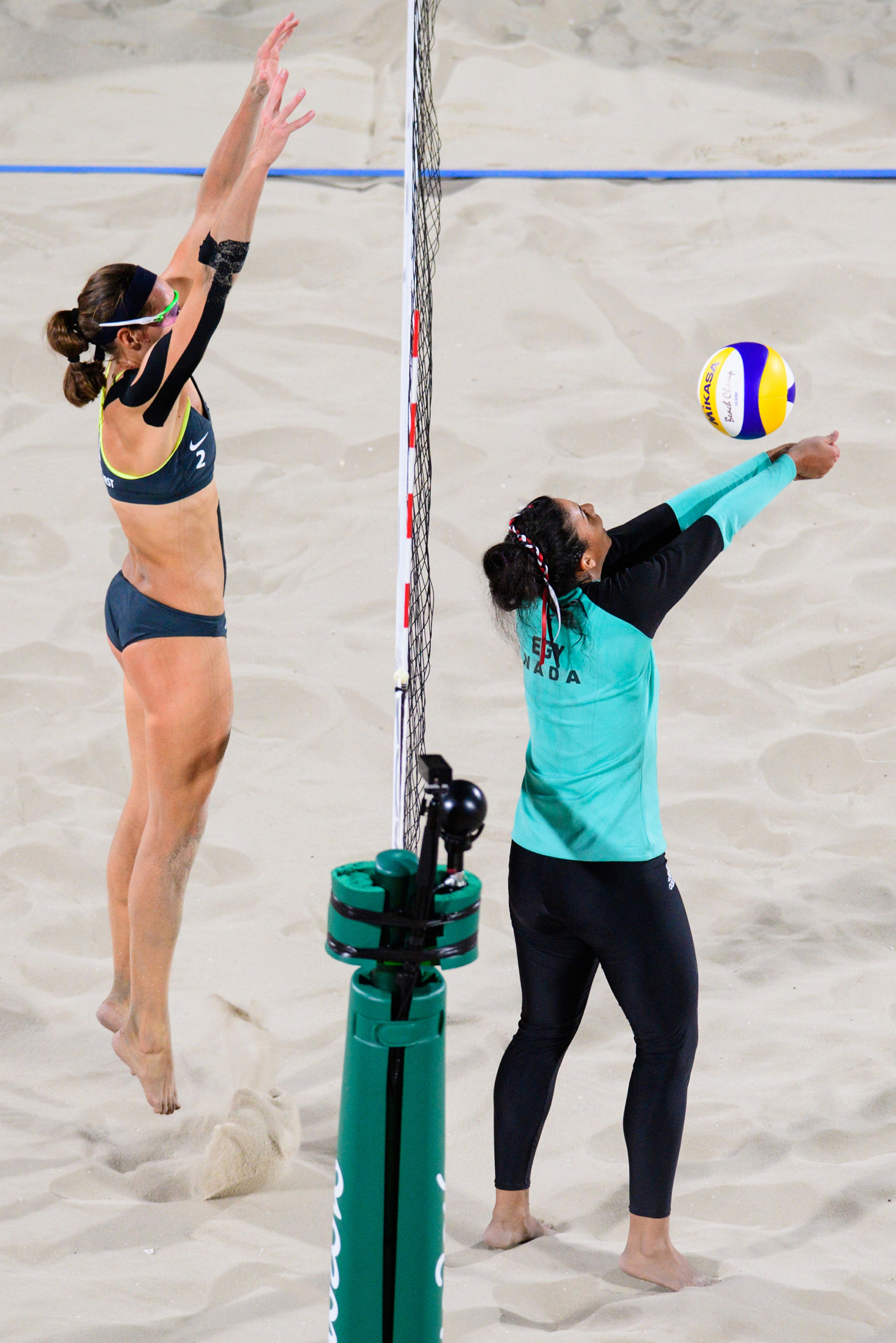
Nada Meawad aux JO de Rio 2016 faisant face au bloc de Walkenhorst (Allemagne).

Avec sa partenaire de beach-volley Doaa Elghobashy (en), elle se qualifie pour les Jeux olympiques de 2016 en remportant la Coupe continentale de la CAVB qui se dispute à Abuja, au Nigeria. Elghobashy et Meawad concourent avec différentes partenaires pour aider l'Égypte à obtenir une place pour Rio. Elghobashy joue avec Lamies Nossier et Meawad avec Randa Radwan. L'Égypte enregistre un record de 5 victoires au cours de la compétition. Après des premiers succès contre les équipes du Maroc, du Mozambique, de la Namibie et du Nigeria, les égyptiennes disposent du Rwanda par 2 matchs à 1 lors de la finale. Doaa Elghobashy et Nada Meawad  deviennent la première paire féminine d'Égypte de l'histoire à participer aux Jeux olympiques pour le beach-volley. 
Résultats Poule D
Le duo dispute la poule D aux Jeux olympiques de 2016, à Rio de Janeiro,. Au terme du tournoi, il se classe à la 19e place.
- Ludwig / Walkenhorst (Allemagne) (0–2)
- Menegatti / Giombini (Italie) (0–2)
- Broder / Valjas (Canada) (0–2)